# Beckwourth
Beckwourth (formalmente, Beckwith) è un census-designated place (CDP) nella contea di Plumas, in California, (Stati Uniti d'America). Esso si trova sulle rive del fiume Feather a 8 km ad est di Portola.
Secondo lo USGS National Geographic Names Database, il suo nome deriva da quello dell'esploratore  James P. Beckwourth, che scoprì il Beckwourth Pass nel 1851. James Beckwourth eresse la prima casa nella Sierra Valley, ove egli esercì una pensione ed un centro di commerci. 
Durante gli anni 1850 il Beckwourth Pass fu la porta d'ingresso alla California attraverso le contee di Lassen, Plumas, Butte e Yuba, percorso noto come Beckwourth Trail.